# آيت سومار العطشان (آيت سيبرن العرب)
آيت سومار العطشان هو دُوَّار يقع بجماعة آيت سيبرن، إقليم الخميسات، جهة الرباط سلا القنيطرة في المملكة المغربية. ينتمي الدوّار لمشيخة آيت سيبرن العرب التي تضم 9 دواوير. يقدر عدد سكانه بـ 393 نسمة حسب الإحصاء الرسمي للسكان والسكنى لسنة 2004.

## وصلات خارجية
- البوابة الوطنية للجماعات الترابية
- المندوبية السامية للتخطيط